# あなたと 私と
「あなたと 私と」（あなたと わたしと）は、松任谷由実の配信限定シングル。同曲を収録したアルバム『刀剣乱舞-ONLINE- 歌曲集と物語「あなたと 私と」』についても記述する。

## 概要
- 前作『深海の街』からおよそ11か月で発売された。
- 刀剣育成シミュレーションゲーム『刀剣乱舞-ONLINE-』が誕生5周年を迎えたことを記念し、新主題歌として書き下ろした楽曲。リリースにあたり松任谷由実は「奇跡のような偶然の出会い」とコメントを寄せている。[1]
- 『PCブラウザ版　刀剣乱舞-ONLINE-』『スマホアプリ版　刀剣乱舞-ONLINE-』のオープニングムービーとして実装されており、8月10日午前0時より配信された。松任谷由実の起用に関して事前の告知は一切なく、また公開と同時にデジタルシングルとして配信する手法も、松任谷由実としては初の試みとなった。
- 本作のタイアップを記念して、8月28日に放送された『松任谷由実のオールナイトニッポンGOLD』では、同ゲームを手掛けるニトロプラス代表取締役社長の小坂崇氣、加州清光の声優を務める増田俊樹、陸奥守吉行役の濱健人をゲストに招いてトークが繰り広げられた。[2]
- 『刀剣乱舞-ONLINE-』が誕生5周年を迎えたことを記念して、2020年8月11日には東京ドームにて初の大型イベント『刀剣乱舞 大演練』が企画されており、松任谷由実の出演に向けた準備も進めていたと前出のラジオ番組にて明かしている。しかし、新型コロナウイルスの感染拡大を受けて公演は見送りとなった。

## 収録曲
| #  | タイトル                                   | 作詞・作曲 | 編曲       | 時間 |
| -- | ------------------------------------------ | ---------- | ---------- | ---- |
| 1. | 「あなたと 私と -You for Me, Me for You-」 | 松任谷由実 | 松任谷正隆 | 4:08 |

## 刀剣乱舞-ONLINE- 歌曲集と物語「あなたと 私と」
2020年10月7日にリリースされたアルバム。『刀剣乱舞-ONLINE-』5周年を記念して発売された。上記の松任谷由実の楽曲に加え、初期に登場した5振り（加州清光、歌仙兼定、陸奥守吉行、山姥切国広、蜂須賀虎徹）による独唱および合唱、ドラマパートを収録。

### 収録曲（アルバム）
| 全作詞・作曲: 松任谷由実。 | |            |            |                |      |
| #                          | タイトル | 作詞       | 作曲・編曲 | 編曲           | 時間 |
| 1.                         | 「あなたと 私と」 | 松任谷由実 | 松任谷由実 | 松任谷正隆     | 4:11 |
| 2.                         | 「あなたと 私と」(加州清光独唱（CV：増田俊樹）) | 松任谷由実 | 松任谷由実 | 加藤敏樹       | 4:41 |
| 3.                         | 「あなたと 私と」(歌仙兼定独唱（CV：石川界人）) | 松任谷由実 | 松任谷由実 | 大山曜         | 4:47 |
| 4.                         | 「あなたと 私と」(陸奥守吉行独唱（CV：濱健人）) | 松任谷由実 | 松任谷由実 | 伊東ヒロム     | 4:40 |
| 5.                         | 「あなたと 私と」(山姥切国広独唱（CV：前野智昭）) | 松任谷由実 | 松任谷由実 | 磯江俊道       | 4:44 |
| 6.                         | 「あなたと 私と」(蜂須賀虎徹独唱（CV：興津和幸）) | 松任谷由実 | 松任谷由実 | こんどうともこ | 4:45 |
| 7.                         | 「あなたと 私と」(始まりの五振り合唱（歌：加州清光（CV：増田俊樹）・歌仙兼定（CV：石川界人）・陸奥守吉行（CV：濱健人）・山姥切国広（CV：前野智昭）・蜂須賀虎徹（CV：興津和幸））) | 松任谷由実 | 松任谷由実 | 磯江俊道       | 4:54 |
| 8.                         | 「こころ葉の場所」(ドラマパート) | 松任谷由実 | 松任谷由実 |                | 6:27 |
| 合計時間:                  | 合計時間: | 合計時間:  | 39:09      |                |      |